# Karsten Forsterling
Karsten Forsterling (Newcastle, 21 de enero de 1980) es un deportista australiano que compitió en remo.
Participó en dos Juegos Olímpicos de Verano, obteniendo dos medallas, bronce en Londres 2012 y plata en Río de Janeiro 2016, ambas en la prueba de cuatro scull.
Ganó tres medallas en el Campeonato Mundial de Remo entre los años 2010 y 2015.

## Palmarés internacional
| Juegos Olímpicos   | Juegos Olímpicos          | Juegos Olímpicos  | Juegos Olímpicos |
| Año                | Lugar                     | Medalla           | Prueba           |
| ------------------ | ------------------------- | ----------------- | ---------------- |
| 2012               | Londres (Reino Unido)     | Medalla de bronce | Cuatro scull     |
| 2016               | Río de Janeiro (Brasil)   | Medalla de plata  | Cuatro scull     |
| Campeonato Mundial |                           |                   |                  |
| Año                | Lugar                     | Medalla           | Prueba           |
| 2010               | Cambridge (Nueva Zelanda) | Medalla de bronce | Cuatro scull     |
| 2011               | Bled (Eslovenia)          | Medalla de oro    | Cuatro scull     |
| 2015               | Aiguebelette (Francia)    | Medalla de plata  | Cuatro scull     |